# トリスタン・マグナソン
- トリスタン・マグヌソン
- トライスタン・マグナソン

トリスタン・スチュアート・グウィン・マグナソン（Trystan Stewart Gwyn Magnuson , 1985年6月6日 - ）は、カナダ連邦ブリティッシュコロンビア州バンクーバー出身の元プロ野球選手（投手）。右投左打。

## 経歴

### プロ入り前
父デビッドと叔父ポールは元大学アイスホッケーの選手で、叔父のキース(Keith Magnuson)は1970年代にNHLシカゴ・ブラックホークスで活躍した名ディフェンダーというホッケー一家に生まれる。出身はバンクーバーだが、親の仕事の都合により一時イギリス・ロンドンに滞在。その後、オタワを経てアメリカ合衆国・ケンタッキー州へ移住。ルイビル大学ではクローザーを務め、2007年には防御率1.09を記録。

### プロ入りとブルージェイズ傘下時代
2007年のMLBドラフト1巡目補完（全体56位）でトロント・ブルージェイズから指名され、入団。
2008年にA+級ダニーデン・ブルージェイズでデビューするが、24試合に先発して0勝9敗と大苦戦し、翌年からリリーフに転向した。
2010年はAA級ニューハンプシャー・フィッシャーキャッツで46試合に登板し、防御率2.58という好成績を残す。7月にはエンゼル・スタジアム・オブ・アナハイムで行われたオールスター・フューチャーズゲームに世界選抜の一員として出場。

### アスレチックス時代
2010年11月18日にラージャイ・デービスとのトレードでダニー・ファーカーと共にオークランド・アスレチックスへ移籍した。
2011年2月27日にアスレチックスと1年契約を結び、3月20日にAAA級サクラメント・リバーキャッツへ異動した。5月11日にメジャーへ昇格し、5月17日のロサンゼルス・エンゼルス・オブ・アナハイム戦でメジャーデビュー。この年は9試合に登板し、防御率は6.14だった。11月2日にDFAとなった。

### 古巣復帰
2011年11月4日に金銭トレードでブルージェイズに復帰した。
2012年はA+級ダニーデンで13試合に登板し、0勝4敗、防御率5.40だった。6月にAA級ニューハンプシャーへ昇格。25試合に登板し、0勝1敗5セーブ、防御率1.95だった。9月11日に第3回ワールド・ベースボール・クラシック(WBC)予選のカナダ代表に選出された。
2013年1月17日に第3回WBC本戦のカナダ代表に選出された。
シーズンではAA級ニューハンプシャーで開幕を迎えた。10試合に登板したが、5月7日に放出された。

## 詳細情報

### 年度別投手成績
| 年 度    | 球 団    | 登 板 | 先 発 | 完 投 | 完 封 | 無 四 球 | 勝 利 | 敗 戦 | セ 丨 ブ | ホ 丨 ル ド | 勝 率 | 打 者 | 投 球 回 | 被 安 打 | 被 本 塁 打 | 与 四 球 | 敬 遠 | 与 死 球 | 奪 三 振 | 暴 投 | ボ 丨 ク | 失 点 | 自 責 点 | 防 御 率 | W H I P |
| -------- | -------- | ----- | ----- | ----- | ----- | -------- | ----- | ----- | -------- | ----------- | ----- | ----- | -------- | -------- | ----------- | -------- | ----- | -------- | -------- | ----- | -------- | ----- | -------- | -------- | ------- |
| 2011     | OAK      | 9     | 0     | 0     | 0     | 0        | 0     | 0     | 0        | 0           | ----  | 65    | 14.2     | 15       | 3           | 5        | 0     | 0        | 11       | 3     | 0        | 11    | 10       | 6.14     | 1.36    |
| MLB：1年 | MLB：1年 | 9     | 0     | 0     | 0     | 0        | 0     | 0     | 0        | 0           | ----  | 65    | 14.2     | 15       | 3           | 5        | 0     | 0        | 11       | 3     | 0        | 11    | 10       | 6.14     | 1.36    |

### 記録
MiLB
- オールスタ・フューチャーズゲーム選出：1回（2010）

### 背番号
- 64 (2011年)

### 代表歴
- 2013 ワールド・ベースボール・クラシック予選 カナダ代表
- 2013 ワールド・ベースボール・クラシック・カナダ代表